# Карл Арнольд
Карл Арнольд (нім. Carl Arnold) — німецький льотчик-ас, віцефельдфебель Імперської армії.

## Біографія
З 8 березня 1918 року служив у 72-й винищувальній ескадрильї, але майже одразу потрапив до шпиталю. Повернувся до ескадрильї 6 квітня і до кінця Першої світової війни зумів здобути шість перемог.